# Contea di Ozaukee
La contea di Ozaukee (in inglese, Ozaukee County) è una contea dello Stato del Wisconsin, negli Stati Uniti. La popolazione al censimento del 2000 era di 82 317 abitanti. Il capoluogo di contea è Port Washington.